# Neusalza-Spremberg
Neusalza-Spremberg è una città tedesca situata nel Land della Sassonia. 
Appartiene al circondario (Landkreis) di Görlitz (targa GR) ed è parte della comunità amministrativa (Verwaltungsgemeinschaft) di Neusalza-Spremberg.